# Gary Gygax
Ernest Gary Gygax (Chicago, Illinois; 27 de julio de 1938-Lake Geneva, Wisconsin; 4 de marzo de 2008) fue un escritor estadounidense y diseñador de juegos, conocido por ser uno de los creadores del juego de rol Dungeons & Dragons junto a Dave Arneson, y uno de los cofundadores de la empresa TSR, Inc. con Don Kaye en 1974. Muchos lo consideran el padre de los juegos de rol.

## Primeros años e inspiración
Ernest Gary era el hijo de Martin Gygax (pronúnciese «Ghe-gox» en alemán suizo, y «Guy-gacks» en inglés estadounidense), un inmigrante suizo, y de una madre estadounidense. Su afición por los juegos comenzó a los 5 años jugando al pináculo y al ajedrez así como a otros juegos infantiles. Sus compañeros de juegos fueron Jim Rasch, Jon Rasch y Don Kaye. En su tiempo libre y en los años siguientes Gygax comenzó a explorar el mundo de la ciencia ficción con Ray Bradbury y Robert E. Howard.
En 1953 Gygax comenzó a jugar a juegos de estrategia con miniaturas (como el juego Gettysburg de la compañía Avalon Hill, uno de los que atrajo su atención).[cita requerida] A través de esta empresa encargó los primeros mapas de cuadriculado hexagonal disponibles. También comenzó a buscar formas innovadoras de generar tiradas aleatorias, no sólo mediante dados comunes de 6 caras, sino con dados de más caras.

## Juegos de estrategia y de rol
En 1966 colaboró en la creación de la IFW (International Federation of Wargamers), y organizó una reunión de unos 20 jugadores de wargames en 1967. Se celebró en el sótano de su casa y posteriormente sería conocida como la Gen Con 0,un precedente de las Gen Con, convenciones de jugadores, que comenzarían a celebrarse en 1968. Actualmente las Gen Con son las mayores convenciones de jugadores del mundo. En esta reunión Gary Gygax se encontraría con Brian Blume y Dave Arneson. Brian Blume posteriormente pasaría a formar parte de TSR con Don Kaye y Gary.
Me encantaba el período medieval, la Edad Oscura en particular. Comenzamos a jugar en ese período porque había encontrado miniaturas adecuadas. Comencé a diseñar las reglas donde cada figura tenía sus propias reglas en función de lo que llevaba. Si una figura llevaba escudo pero no armadura, sólo tenía escudo. También había reglas en función de la armadura y también diseñé reglas para las distintas armas.
Junto con Don Kaye, Mike Reese y Leon Tucker, Gary Gygax creó una sociedad de miniaturas militares (Lake Geneva Tactical Studies Association) (LGTSA), así como con otros compañeros a los que había conocido en sus reuniones habituales.
En 1971 Gary Gygax y Jeff Perren escribieron el juego Chainmail (Cota de Malla), un juego de estrategia con miniaturas a partir del cual se desarrollaría el juego de rol Dungeons & Dragons (D&D)

## TSR

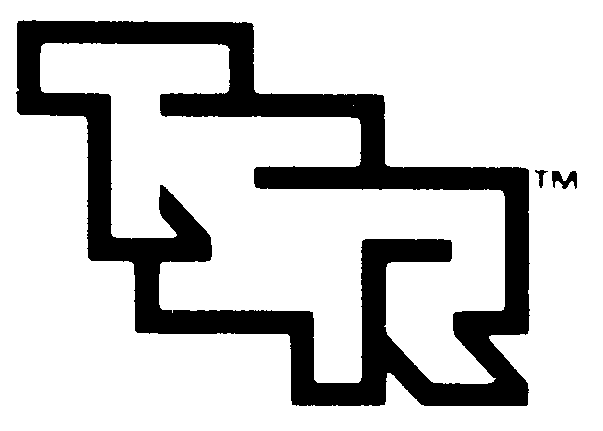
Logotipo de TSR, Inc. Nótese cómo muestra esquemáticamente una pequeña mazmorra

Gary Gygax y Don Kaye fundaron la empresa Tactical Studies Rules (TSR), que publicó la primera versión de Dungeons & Dragons en 1974. Gygax se inspiró en Jack Vance para desarrollar los sistemas de hechizos y para las ambientaciones de sus mundos fantástico se inspiró en autores de fantasía medieval como J.R.R. Tolkien, Robert E. Howard, L. Sprague de Camp y Fritz Leiber. La primera edición de 1000 copias se vendió en nueve meses. Ese mismo año Gygax contrató a Tim Kask para que le ayudar a convertir la revista “The Strategic Review” en una publicación periódica asociada a “D&D”, la revista “The Dragon”, de la que Gygax sería autor y posteriormente columnista.
Tras la muerte de Don Kaye en 1976, su viuda le vendió sus derecho a Gygax, que pasó a controlar el conjunto de TSR, creando TSR Hobbies Inc. Sin embargo, poco después sufrió problemas financieros y vendió TSR a Brian Blume y su hermano Kevin, que controlarían unos dos tercios de TSR desde 1976.
Tactical Studies Rules publicó las dos primeras ediciones del D&D original y TSR Hobbies Inc continuaría posteriormente.
A principios de 1977 apareció una nueva versión de D&D, el Advanced Dungeons & Dragons (AD&D). y el “Monster Manual”, que serían los primeros libros de reglas de un nuevo sistema, al que seguiría muchos suplementos las reglas de “AD&D” no era compatibles con las de “D&D” y como resultado ambos juegos tendrías distintos productos y expansiones.
Gary Gygax abandonó TSR en 1985 tras varios cambios en la dirección de TSR. Este cambio se produjo mientras Gary participaba en la elaboración de la serie de dibujos animados derivada de Dungeons & Dragons (traducida como Dragones y Mazmorras en España y como Calabozos y Dragones en Hispanoamérica). El cese de Gygax se produjo tras varios desacuerdos con la dirección sobre la marcha del juego y de la empresa.

## Años posteriores
Después de abandonar TSR, Gygax creó Dangerous Journeys, un juego de rol avanzado que abarcaba diferentes géneros. En 1995 comenzó a trabajar en un nuevo juego de rol para ordenador pero que finalmente fue publicado en 1999 como un manual llamado Lejendary Adventure, que algunos consideran su mejor obra. La clave de su diseño era hacer el sistema de reglas tan sencillo como fuera posible, pues Gygax considera que los juegos de rol se estaban haciendo demasiado complicados y desanimaban a los nuevos jugadores.
En 2005 Gygax regresó al juego de rol Dungeons & Dragons con su participación en la creación del sistema Castles & Crusades de Troll Lord Games. Posteriormente Troll Lord Games ha publicado Castle Zagyg, la versión original y no publicada del Castle Greyhawk con el escenario original para “D&D”.

### Apariciones en televisión
En el año 2007 Gygax apareció como invitado en el programa Code Monkeys. También prestó su voz para su versión animada en el episodio !Antología del Interés I" de la serie de televisión Futuramay en la película de la misma serie Futurama: Bender's Game, que además está dedicada en su memoria.

## Enfermedad y muerte
Gary Gygax falleció en la madrugada del 4 de marzo de 2008 en su casa en Lake Geneva, Wisconsin. Se encontraba retirado por causa de un infarto de miocardio tras haber recibido un tratamiento médico incorrecto para evitarle más problemas cerebrovasculares después de haber sufrido dos infartos previos el 1 de abril y el 4 de mayo del 2004. Se le diagnosticó un aneurisma de aorta abdominal inoperable. Aunque su salud le fallaba, continuó jugando durante gran parte del resto de su vida, y todavía se encontraba muy activo en la comunidad de jugadores de rol, participando en reuniones, foros y websites como Dragonsfoot y EN World.
Ahora se ha lanzado una campaña para recoger firmas con el fin de pedir que el día 4 de marzo, el día de su fallecimiento, sea declarado día mundial de los juegos de rol.

"Knowledge, logic, reason, and common sense serve better than a dozen rule books."

El conocimiento, la lógica, la razón y el sentido común sirven más que una docena de libros de reglas.
Gary Gygax

## Vida personal
Gary Gygax se casó en segundas nupcias con Gail Carpenter el 15 de agosto de 1987, el mismo día del 50 aniversario de bodas de sus padres. En el año 2005 era el padre de seis hijos y el abuelo de siete nietos. Sus primeros cinco hijos (Ernest Gary Jr., Lucion Paul, Heidi Jo, Cindy Lee y Mary Elise) eran de su matrimonio con Mary Jo Gygax y el último (Alexander Hugh) de su segundo matrimonio. Gygax residió en Lake Geneva, Wisconsin a 88 km al sur de Milwaukee, donde recibía frecuentes visitas y agradecimientos. También organizaba partidas semanales y siguió jugando hasta enero de 2008. Describía su estudio de forma detallada como una pequeña y soleada habitación llena de libros, revistas, papeles y montones de cosas. Justo ahora está pendiente la redecoración de esa habitación, por lo que me he trasladado al comedor del piso de abajo, con una gran mesa en la que hay dos ordenadores y un escáner, con una impresora debajo. Hay una radio en el estudio que normalmente sintonizaba con una emisora de música clásica, pero la estación de radio fue vendida, la programación cambió y ahora trabajo sin música o con un CD que escucho en el ordenador. Aunque hay bibliotecas en todos los pisos, mi principal depósito de conocimiento escrito (aparte de lo que se encuentra apilado aquí y allá) se encuentra en mi biblioteca del sótano, donde hay miles de obras de referencia, mapas, revistas y obras de ficción.

## Influencia
La repercusión de su obra ha sido considerable. Como uno de los padres de los juegos de rol, miles y quizás millones de jugadores han pasado horas y horas de diversión gracias a sus comienzos creadores de un, por entonces, nuevo concepto de ocio, que hoy en día tiene un gran impacto social. Desde los comienzos de los primeros juegos de rol, han surgido multitud de juegos de este tipo, además de ambientaciones y soportes de juego, que poco a poco han dado lugar a todo lo que hoy en día encuadramos como juegos de rol, desde los aún latentes juegos de lápiz y papel, pasando por los primeros juegos de consolas y arcade que llegó a prestar su voz, hasta los nuevos videojuegos de rol multijugador masivos en línea. Respecto a su legado, Gary Gygax afirmó en una ocasión: Me gustaría que el mundo me recordase como la persona que realmente disfrutaba jugando juegos, compartiendo su conocimiento y sus pasatiempos con todo el mundo.[cita requerida]
Actualmente los juegos de rol que se jugaban con fichas, lápices y papeles en torno a una mesa han sido sustituidos en su mayor parte por los juegos de ordenador en línea. El propio Dungeons & Dragons ha sido adaptado a su equivalente electrónico. Gygax aceptaba el cambio, aunque nunca lo aprobó completamente. Para él todos los gráficos e imágenes virtuales obstaculizan lo que consideraba una de las principales facultades humanas: la imaginación.[cita requerida]
Gygax habló sobre por qué la gente prefería este tipo de juegos: La gente quiere la conveniencia y la gratificación de encender el televisor a vestirse e ir a ver una obra de teatro en vivo. En la misma forma, la computadora es un modo más accesible de jugar. No hay intimismo; no hay vida, -dijo de los juegos en línea.- Tu ordenador te lo traduce y tu imaginación no está ahí como cuando juegas con un grupo de personas. Eso me recuerda una vez en la que vi a unos niños hablando sobre si era mejor la radio o la televisión y le pregunté a uno de ellos por qué prefería la radio. Y me respondió: "porque las imágenes de la radio son mucho mejores".[cita requerida]

## Premios y títulos
Gary Gygax ha recibido numerosos premios relacionados con los juegos
- Strategists Club's Outstanding Designer & Writer por la creación de Dungeons & Dragons
- Origin Game Convention's Adventure Gaming Hall of Fame
- Origins Award, Academy of Adventure Gaming Arts & Design Hall of Fame Honors (2004)
- Cuatro veces ganador del «Mejor Inventor de Juegos» del Games Day (1979–82)
- GenCon 2007 (40 aniversario), Invitado de Honor

Gary Gygax empató con J. R. R. Tolkien en el puesto 18 de la revista “GameSpy” de las 30 personas más influyentes en los juegos de rol (marzo de 2003).
El 13 de marzo de 2003 Gary Gygax aparecía citado en la entrada Dungeons and Dragons del Oxford English Dictionary.
Una especie bacteriana fue bautizada en honor de Gary Gygax con el nombre de "Arthronema gygaxiana sp nov UTCC393".
La revista Sync puso a Gary Gygax en el puesto #1 de los “50 mayores freakies de todos los tiempos”: "Cocreator of Dungeons & Dragons and father of role-playing games.
Defining nerd moment: With a last name that sounds like a barbarian warrior from space, is it any wonder this guy invented the 20-sided die? Between 1977 and 1979, Gygax released Advanced Dungeons & Dragons for advanced dorks, taking the cult phenomenon to new heights whilst giving himself a +5 salary of lordly might." (2004)
La revista “SFX” lo puso en el puesto 37 de la lista de los “50 mayores pioneros de la ciencia ficción" (2005).
La revista “Pyramid” considera a Gary Gygax una de las personas más influyentes del siglo XX debido a sus ideas en el mundo de los juegos de aventuras (1999).
Rich Burlew homenajeó a Gygax en el día de su muerte con un artículo especial “The Order of the Stick”.

## Recorrido profesional
- 1970–73 –Redactor jefe en Guidon Games (editorial de wargames y reglas de estrategia).
- 1973–83 –Fundador de TSR y posteriormente presidente de TSR Hobbies, Inc.
- 1983–85 –Presidente de Dungeons & Dragons Entertainment Corporation (y en su seno: coproductor de la serie de dibujos animados Dungeons & Dragons (serie de televisión)|Dungeons & Dragons]] (Dragones y mazmorras en España y Calabozos y dragones en Hispanoamérica).
- 1983–85 –Consejero e inversor de TSR, Inc. y también presidente, en 1985
- 1986–88 –Consejero e inversor de New Infinities Productions, Inc.
- 1988–94 –Creador/autor bajo contrato de Omega Helios Limited
- 1995–2008 –Creador/autor bajo contrato de Trigee Enterprises Corporation
- 1999–2008 –Fundador y director de Hekaforge Productions

## Obras

### Juegos de rol
- Boot Hill – juego de rol en el Salvaje Oeste (junto con Brian Blume), 1975.

#### Dungeons & Dragons
- Reglamento:
  - Dungeons & Dragons - el primer juego de rol publicado comercialmente (con Dave Arneson), 1974.
- Suplementos:
  - Greyhawk (junto con Rob Kuntz), 1975.
  - Eldritch Wizardry (junto con Brian Blume), 1976.
  - Swords & Spells, 1976.
- Accesorios:
  - Dungeon Geomorphs (3 sets), 1976-1977.
  - Dungeon Geomorphs: Walled City, 1977.
  - Monster & Treasure Assortments (3 sets), 1977-1978.
  - The Book of Marvelous Magic (juntos con Frank Mentzer), 1984.
- Aventuras:
  - B2 The Keep on the Borderlands, 1979.

#### Advanced Dungeons & Dragons
- Libros de reglas:
  - Monster Manual, 1977.
  - Players Handbook, 1978.
  - Dungeon Master's Guide, 1979.
  - Fiend Folio, 1981.
  - Monster Manual II, 1983.
- Suplementos:
  - Unearthed Arcana, 1985.
  - Oriental Adventures (junto con Dave Cook & Francois Froideval), 1983.
- Aventuras:
  - D1 Descent Into the Depths of the Earth
  - D2 Shrine of the Kuo-Toa
  - D3 Vault of the Drow
  - EX1 Dungeonland[5]
  - EX2 The Land Beyond the Magic Mirror[6]
  - G1 Steading of the Hill Giant Chief
  - G2 Glacial Rift of the Frost Giant Jarl
  - G3 Hall of the Fire Giant King
  - Q1 Queen of the Demonweb Pits (con Dave Sutherland)
  - S1 Tomb of Horrors
  - S3 Expedition to the Barrier Peaks
  - S4 The Lost Caverns of Tsojcanth
  - T1 The Village of Hommlet
  - T1-4 The Temple of Elemental Evil (con Frank Mentzer)
  - WG4 Forgotten Temple of Tharizdun[7]
  - WG5 Mordenkainen's Fantastic Adventure[8]
  - WG6 Isle of the Ape[9]

#### Cyborg Commando
- Cyborg Commando, New Infinities, 1987

#### Dangerous Journeys
- Mythus – (junto con Dave Newton), Game Designers Workshop, 1992
- Mythus Magick – Libro II del juego MYTHUS (junto con Dave Newton), GDW, 1992
- Epic of Ærth – Volumen secundario del juego MYTHUS, GDW, 1992
- Necropolis – Aventura, GDW, 1993
- Mythus Bestiary, Ærth Animalia – (junto con Dave & Michele Newton), GDW, 1993
- Changeling – Juego de rol de weird science ('ciencia extraña'), parcialmente publicado en la revista Mythic Masters

#### Lejendary Adventures
- Libros de reglas:
  - Lejendary Rules for All Players - Hekaforge Productions, 1999
  - Lejend Master's Lore - Hekaforge Productions, 2000
  - Beasts of Lejend - Hekaforge Productions, 2000
- Libros de mundos:
  - Lejendary Earth Gazetteer - Parte 1, Hekaforge Productions, 2002
  - Noble Kings & Dark Lands - Parte 2 (con Chris Clark), Hekaforge Productions, 2003
  - The Mysterious Realms of Hazgar – Parte 3, (con Chris Clark) Hekaforge Productions, 2005
- Aventuras:
  - Living the Lejend - Campaña y expansión para la caja Essentials Boxed Set, Troll Lord Games (2005)
  - Forlorn Corners - Incluido de serie como parte de la edición de coleccionista de los tres libros de reglas básicos mencionados anteriormente (1999-2000)
  - Hall of Many Panes – Set de módulo en caja con estadísticas del Sistema d20 incluidas, Troll Lord Games 2005
- Lejendary Adventure Essentials - Primer boxed set, Troll Lord Games, 2005

#### Castles & Crusades
Para Castles & Crusades, la serie Castle Zagyg está planeada para constar de siete libros de reglas basados en Castle Greyhawk de la campaña original de Gygax. Por razones de Marca (registro) no fueron publicados bajo el nombre de Greyhawk.
- Yggsburgh Troll Lord Games, 2005 (ISBN 1-931275-68-8)
- Dark Chateau (de Robert J. Kuntz), Troll Lord Games 2005 (ISBN 1-931275-69-6)
- The East Mark Gazeteer (con Jeffrey P. Talanian) Troll Lord Games, 2007 (ISBN 978-1-929474-98-1)

#### Sistema d20 genérico
- A Challenge of Arms (Chris Clark con Gary Gygax) - aventura genérica, Inner City Game Designs, 1999
- Ritual of the Golden Eyes (Chris Clark con Gary Gygax) - aventura genérica, Inner City Game Designs, 2000
- The Weyland Smith Catalog - ("Joke" Magic Items), versión reducida, Hekaforge Productions, 1999
- Gygaxian Fantasy Worlds serie de Troll Lord Games. Los volúmenes IV, V, VI, VII fueron editados por Gygax.
  - Volume I Gary Gygax's The Canting Crew, explora la parte criminal de la vida urbana, "Gygaxian Fantasy Worlds, Volume II"
  - Volume II Gary Gygax's World Builder, una recopilación ordenada de definiciones, listas, tablas y gráficos, (con Dan Cross) – 2003
  - Volume III Gary Gygax's Living Fantasy, vida cotidiana, – 2003
  - Volume IV Gary Gygax's Book of Names por Malcolm Bowers
  - Volume V Gary Gygax's Insidiae por Dan Cross 2004
  - Volume VI Gary Gygax's Nation Builder, por Michael J. Varhola – 2005
  - Volume VII Gary Gygax's Cosmos Builder, por Richard T. Balsley – 2006

### Otros juegos

#### Reglas para juegos de batallas de miniaturas
- Cavaliers and Roundheads (juego ambientado en la guerra civil inglesa, coautor junto a Jeff Perren)
- Chainmail (de ambientación medieval y de fantasía, coautor junto a Jeff Perren)
- Classic Warfare (juego ambientado en la Edad Antigua: del año 1500 antes de Cristo al año 500 después de Cristo)
- Don't Give Up The Ship! (batallas de veleros situadas c. de 1.700 a 1815, coautor junto a Dave Arneson y Mike Carr)
- Tractics (juego ambientado desde la Segunda Guerra Mundial a c. 1965, coautor junto a Mike Reese y Leon Tucker)
- Prólogo a la edición de 2004 del juego Little Wars de H. G. Wells, edición publicada por Skirmisher Publishing LLC

#### Juegos de tablero
- Alexander the Great (Antigüedad, la batalla de Arbela) – Guidon Games y reimpreso por Avalon Hill
- Alexander's Other Battles – Panzerfaust Publishing, 1972 – un suplemento complementario del juego de Guidon Alexander the Great
- Baku (Segunda Guerra Mundial, extensión del wargame de tablero de Avalon Hill Stalingrad), Panzerfaust Publications
- Crusader (Medieval, batalla de Ascalon) – Panzerfaust Publications
- Dunkirk (Segunda Guerra Mundial) – Guidon Games
- Little Big Horn (Salvaje oeste) – TSR Hobbies, Inc.
- Dungeon! - TSR Hobbies, Inc.

#### Variantes de ajedrez
- Otra de las creaciones de Gary Gygax fue “Dragon chess” una variante tridimensional del ajedrez publicada en la revista “Dragon Magazine” n.º 100 (agosto de 1985). Se jugaba en tres tableros de 8 x 12 casillas encajados unos encima de otros –el superior representaba el cielo, el del medio el terreno y el del fondo el mundo subterráneo. Las piezas eran personajes y monstruos inspirados por Dungeons & Dragons: rey, mago, paladín, clérigo, dragón, grifo, olifante, héroe, ladrón, elemental, basilisco, unicornio, enano, silfo y guerrero.

- Fidchell[10] – No confundir con el histórico juego de mesa fidchell (varias pronunciaciones) originario de Irlanda.

### Literatura

#### Novelas fantásticas
- Serie de novelas Greyhawk Adventures (TSR, Inc., presentando a Gord the Rogue)
  - Saga of Old City (1985)
  - Artifact of Evil (1986)

- Gord the Rogue Adventures (de New Infinities Productions, Inc., también traducidas al italiano)
  - Sea of Death (1987)
  - Night Arrant (1987) – una colección de cuentos cortos
  - City of Hawks (1987)
  - Come Endless Darkness (1988)
  - Dance of Demons (1988)

- de la editorial Penguin Books
  - The Anubis Murders (1992)
  - The Samarkand Solution (1993)
  - Death in Delhi (1993)

#### Otros libros y relatos cortos
- Sagard the Barbarian Books (serie de libros-juego HEROES CHALLENGE, coautor Flint Dille (con la ayuda de Ernie Gygax) - por Archway/Pocket books):

The Ice Dragon
The Green Hydra
The Crimson Sea
The Fire Demon
- Role-Playing Mastery - libro educativo, Perigee/Putnam (libro en rústica, líder de ventas)
- Master of the Game - secuela de Role-Playing Mastery por Perigee/Putnam
- "At Moonset Blackcat Comes" (Cuento corto de fantasía heroica en el que aparece Gord the Rogue y que fue publicado en la revista Dragon #100)
- "Pay Tribute" (Cuento corto de ciencia ficción que aparecido en la antología The Fleet)
- "Battle off Deadstar" (Cuento corto de ciencia ficción que apareció en la antología Fleet Breakthrough)
- "Celebration of Celene" (Cuento corto de fantasía heroica publicado en la antología de Michael Moorcock Elric, Tales of the White Wolf) - White Wolf, Inc., 1994
- "Duty" (Cuento corto de fantasía heroica que apareció en la antología Excalibur) – Warner Books, 1995
- "Get on Board the D Train" (Cuento corto de horro que apareció en la antología Dante’s Disciples) – White Wolf, Inc., 1996
- Evening Odds" (Cuento corto de fantasía heroica con Gord the Rogue que utilizaba el universo del Campeón Eterno de Michael Moorcock) – White Wolf, Inc., 1997

### Artículos periodísticos
- The Crusader – revista, artículo sobre la creación deD&D y sus principios 2005
- Dragon Magazine - autor hasta 1985, y columnista entre 1999 y 2004
- Journeys Journal (GDW) - colaborador en cada uno de los seis números publicados en 1993.
- Lejends (Total Reality Studios) –principal colaborador entre, 2001 y 2003
- Mythic Masters (Trigee) – revista, principal autor de cada uno de los 6 números publicados en 1994.
- The Strategic Review (Tactical Studies Rules), principal autor de la revista en cada uno de sus 4 números y su principal colaborador hasta la aparición de la revista “Dragon Magazine”.
- La Vivandiere (Palikar Publications), revista de wargames de 1974, entre sus principales contribuciones se encuentran "Fantasy Wargaming and the Influence of J. R. R. Tolkien", en la que defiende la inclusión de fantasía no tolkieniana en D&D.